# Lazarus Fuchs
Lazarus Immanuel Fuchs (Moschin, 5 maggio 1833 – Berlino, 26 aprile 1902) è stato un matematico tedesco, noto per i suoi contributi allo studio delle equazioni differenziali.

## Biografia
Nacque a Moschin (oggi Mosina), allora facente parte del Granducato di Poznań del regno di Prussia, oggi in Polonia. Frequentò il ginnasio Friedrich Wilhelm a Berlino. Persona dal carattere indeciso e timido, ma allo stesso tempo divertente e pieno di bontà, mostrò notevoli abilità in campo matematico fin da giovane.
Terminato il ginnasio, studiò all'Università di Berlino, dove ebbe l'occasione di frequentare le lezioni di matematici famosi, tra cui Ernst Kummer e Karl Weierstrass. Particolarmente significativo per la sua formazione fu Weierstrass, che avvicinò Fuchs alla teoria delle funzioni e lo seguì nel suo dottorato.
Fuchs si laureò all'Università di Berlino nel 1858; nella commissione di laurea vi erano Kummer e Martin Ohm.
Dopo il dottorato, Fuchs ottenne un posto da insegnante al Ginnasio e successivamente si dedicò all'insegnamento della matematica alla Scuola Commerciale del Friedrich Werderschen. Durante questo periodo egli aspirava a diventare professore universitario e nel 1865 riuscì ad ottenere la nomina come docente all'Università di Berlino. Nel 1866 fu promosso professore straordinario e lavorò in Università fino al semestre 1868-1869, periodo in cui accettò un incarico a Greifswald. Fuchs inoltre ottenne dal 1867 un secondo incarico a Berlino come professore di matematica alla Scuola di Artiglieria ed Ingegneria.
Dopo aver trascorso cinque anni a Greifswald, nel 1874 si spostò ancora, questa volta verso Gottinga. Nell'anno seguente si trasferì ad Heidelberg, dove insegnò per nove anni. Nel 1884 tornò a Berlino e ottenne la cattedra di Kummer, quando il suo anziano insegnante andò in pensione. Fuchs mantenne questo incarico per il resto della sua vita.
Negli ultimi dieci anni della sua vita Fuchs fu direttore del Journal für die reine und angewandte Mathematik, la cosiddetta rivista di Crelle.
Fuchs ha lavorato alle equazioni differenziali ed alla teoria delle funzioni. I suoi lavori costituiscono un collegamento fra le fondamentali ricerche di Cauchy, Riemann, Abel e Gauss e la moderna teoria delle equazioni differenziali iniziata da matematici come Henri Poincaré, Paul Painlevé ed Émile Picard.
Nel 1865 Fuchs studiò le equazioni differenziali lineari di un generico ordine n aventi come coefficienti funzioni complesse. Egli ha analizzato problemi del seguente genere: quali condizioni porre sui coefficienti di un'equazione differenziale del genere suddetto in modo che tutte le soluzioni abbiano proprietà prestabilite (per esempio le proprietà di essere regolari o algebriche). Per rispondere a questo problema ha introdotto quelle che ora sono note come equazioni fuchsiane: una classe di equazioni differenziali lineari (e di sistemi di tali equazioni) nel campo complesso e con coefficienti analitici. Egli riuscì a caratterizzare le equazioni differenziali le cui soluzioni non hanno singolarità essenziali nel campo complesso esteso. Fuchs studiò successivamente le equazioni differenziali non lineari e le singolarità mobili.
Gli studi di Fuchs sugli integrali ellittici in funzione di un parametro (sviluppati con Charles Hermite nel 1876) segnarono una svolta importante verso la teoria delle funzioni modulari (di Felix Klein e Dedekind). Negli anni 1880-81 Fuchs studiò le funzioni ottenute invertendo gli integrali delle soluzioni di un'equazione differenziale lineare di secondo ordine, generalizzando il problema di inversione di Carl Jacobi.
Fu il lavoro di Fuchs su queste funzioni inverse che condusse Poincarè ad introdurre quello che definì gruppo fuchsiano, concetto fondamentale nello sviluppo della teoria delle funzioni automorfe. Fuchs inoltre ha studiato come trovare la matrice che collega due sistemi di soluzioni delle equazioni differenziali negli intorni di due punti differenti. Il lavoro di Fuchs ha influenzato in misura rilevante Felix Klein, Camille Jordan, Henri Poincaré ed altri.
Tra i suoi allievi si ricordano: Gerhard Hessenberg, Edmund Landau, Ludwig Schlesinger, Issai Schur, Theodor Vahlen, Ernst Zermelo.